# Vaugrigneuse
Vaugrigneuse és un municipi francès, situat al departament de l'Essonne i a la regió de Illa de França. L'any 2007 tenia 1.213 habitants.
Forma part del cantó de Dourdan, del districte de Palaiseau i de la Comunitat de comunes del País de Limours.

## Demografia

### Població
El 2007 la població de fet de Vaugrigneuse era de 1.213 persones. Hi havia 436 famílies, de les quals 91 eren unipersonals (58 homes vivint sols i 33 dones vivint soles), 119 parelles sense fills, 193 parelles amb fills i 33 famílies monoparentals amb fills.
La població ha evolucionat segons el següent gràfic:
Habitants censats

### Habitatges
El 2007 hi havia 477 habitatges, 442 eren l'habitatge principal de la família, 19 eren segones residències i 16 estaven desocupats. 400 eren cases i 74 eren apartaments. Dels 442 habitatges principals, 344 estaven ocupats pels seus propietaris, 81 estaven llogats i ocupats pels llogaters i 17 estaven cedits a títol gratuït; 15 tenien una cambra, 49 en tenien dues, 43 en tenien tres, 61 en tenien quatre i 274 en tenien cinc o més. 397 habitatges disposaven pel capbaix d'una plaça de pàrquing. A 144 habitatges hi havia un automòbil i a 288 n'hi havia dos o més.

### Piràmide de població
La piràmide de població per edats i sexe el 2009 era:
| Homes | Edats   | Dones |
| ----- | ------- | ----- |
| 0     | 95 o +  | 4     |
| 4     | 90 a 94 | 20    |
| 4     | 85 a 89 | 8     |
| 0     | 80 a 84 | 0     |
| 20    | 75 a 79 | 16    |
| 20    | 70 a 74 | 20    |
| 8     | 65 a 69 | 16    |
| 36    | 60 a 64 | 16    |
| 28    | 55 a 59 | 28    |
| 56    | 50 a 54 | 48    |
| 48    | 45 a 49 | 40    |
| 40    | 40 a 44 | 40    |
| 44    | 35 a 39 | 44    |
| 48    | 30 a 34 | 36    |
| 40    | 25 a 29 | 40    |
| 32    | 20 a 24 | 32    |
| 36    | 15 a 19 | 36    |
| 36    | 10 a 14 | 32    |
| 32    | 5 a 9   | 40    |
| 36    | 0 a 4   | 8     |

## Economia
El 2007 la població en edat de treballar era de 818 persones, 639 eren actives i 179 eren inactives. De les 639 persones actives 594 estaven ocupades (327 homes i 267 dones) i 46 estaven aturades (20 homes i 26 dones). De les 179 persones inactives 56 estaven jubilades, 75 estaven estudiant i 48 estaven classificades com a «altres inactius».

### Ingressos
El 2009 a Vaugrigneuse hi havia 442 unitats fiscals que integraven 1.172 persones, la mediana anual d'ingressos fiscals per persona era de 25.400 €.

### Activitats econòmiques
Dels 84 establiments que hi havia el 2007, 1 era d'una empresa de fabricació de material elèctric, 3 d'empreses de fabricació d'altres productes industrials, 30 d'empreses de construcció, 13 d'empreses de comerç i reparació d'automòbils, 2 d'empreses de transport, 7 d'empreses d'informació i comunicació, 1 d'una empresa financera, 1 d'una empresa immobiliària, 22 d'empreses de serveis i 4 d'entitats de l'administració pública.
Dels 28 establiments de servei als particulars que hi havia el 2009, 3 eren tallers de reparació d'automòbils i de material agrícola, 6 paletes, 2 guixaires pintors, 5 fusteries, 6 lampisteries, 2 electricistes i 4 empreses de construcció.
Dels 2 establiments comercials que hi havia el 2009, 1 era una botiga de roba i 1 una sabateria.
L'any 2000 a Vaugrigneuse hi havia 14 explotacions agrícoles que ocupaven un total de 711 hectàrees.

## Equipaments sanitaris i escolars
El 2009 hi havia 1 escola maternal i 1 escola elemental.

## Poblacions més properes
El següent diagrama mostra les poblacions més properes.